# Giacomo de Angelis
Giacomo De Angelis (né le 13 octobre 1610 à Pise, alors dans le Grand-duché de Toscane, et mort le 15 septembre 1695  à Barga) est un cardinal italien du XVIIe siècle.

## Biographie
Giacomo De Angelis est gouverneur des villes de Narni, Fabriano et Jesi et exerce des fonctions auprès de la Congrégation de la bonne gouvernance et du Tribunal suprême de la Signature apostolique.
Il est nommé archevêque d'Urbino en 1660, mais renonce au gouvernement de l'archidiocèse en 1667 et devient vice-gérant de Rome. Il est nommé secrétaire de la Congrégation des évêques, mais n'occupe jamais cette fonction, parce que le cardinal Paluzzo Paluzzi Altieri degli Albertoni veut le poste pour un autre prélat.
Le pape Innocent XI le crée cardinal lors du consistoire du 2 septembre 1686. Le cardinal De Angelis est abbé de Nonantola. Il participe au conclave de 1689, lors duquel Alexandre VIII est élu pape et à celui de 1691 (élection d'Innocent XII).